# Vinaixa
Vinaixa község Spanyolországban, Lleida tartományban. Vinaixa Vallclara, Vimbodí, Fulleda, Els Omellons, L'Espluga Calba, Tarrés, El Vilosell, L'Albi, Les Borges Blanques és La Floresta községekkel határos. Lakosainak száma 450 fő (2024).

## Népesség
A település népessége az utóbbi években az alábbiak szerint változott:
| Lakosok száma | 142  | 1037 | 1037 | 867  | 713  | 586  | 607  | 546  | 470  | 450  |
|               | 1717 | 1887 | 1936 | 1960 | 1986 | 2004 | 2009 | 2014 | 2019 | 2024 |